# Zalaegerszegi Járműipari Tesztpálya
2017 áprilisában vette kezdetét Zalaegerszegen a mintegy 250 hektáros Zalaegerszegi Járműipari Tesztpálya létesítése, amely a napjainkban megszokott hagyományos tesztpályákhoz képest, a vezethetőségre és menetstabilitásra koncentráló járműdinamikai alkalmazások mellett a jövőben meghatározó járműtechnológiák – úgymint az elektromos és önvezető járművek – kutatására és tesztelésére is lehetőséget nyújt. Az épülő pálya első fázisa 2018-ban készül el, befejezése 2020-ra várható.

## Története
Magyarországon az elmúlt húsz évben a járműipar vált az ipar húzóágazatává, amelynek eredményeként 2017-ben már több mint 568 ezer gépjárművet gyártottak hazánkban. Ez a szám még tovább növekedhet, hiszen a hazánkban jelenlévő gyártók közül több is, mint például a Daimler vagy az Audi további érdemi beruházásokat hajt végre. Ennek egyik oka, hogy a kormányzat kiemelt céljának tekinti a hazai járműipar erősítését, ezért különböző támogatásokkal és kedvezményekkel igyekszik megnyerni az egyes szereplőket.
A járműgyártás mellett a magyarországi kutatás-fejlesztés szintén jelentős hagyományokkal rendelkezik: több, elsősorban Tier1 szintű beszállító cég is, mint például a Knorr-Bremse vagy a Bosch tekinthet vissza már közel húsz éves fejlesztési múltra hazánkban. Az ilyen cégek egyre növekvő K+F tevékenységének nyomán már korábban felmerült az igény egy komplex járműipari tesztpálya létrehozására.
Magyarország Kormánya 2016 májusában döntött a járműipari tesztpálya zalaegerszegi megvalósításáról, és ezzel összhangban 2016 második felében jött létre az Autóipari Próbapálya Zala Kft. mint projektcég a tesztpályaprojekt megvalósítására. A cég feladata a pálya tervezésének menedzselése, a beruházás megvalósítása, a kapcsolódó járműipari és mérnöki tudásháttér felépítése, valamint a tesztpálya versenyképes működtetésének megalapozása és az ügyfélkapcsolatok kialakítása.
2017 elejétől május közepéig elvégzésre kerültek a terület előkészítésével kapcsolatos olyan tevékenységek, mint a geodéziai felmérések, talajmechanikai vizsgálatok, tűzszerészeti mentesítés, régészeti vizsgálatok, környezetvédelmi tanulmány, kivonások, illetve a területre vonatkozó megállapodás Zalaegerszeg Városával. A beruházási célterületté történő minősítésére, valamint a projekt kiemeltté nyilvánítására vonatkozó döntés 2017 áprilisában született meg.
A 2017. február–április közötti időszakban elvégzésre kerültek továbbá az előzetes tervezési és projektelőkészítési tevékenységek. A közösségi, nyílt közbeszerzési eljárás eredményeként 2017. április 19-én történt meg a szerződés aláírása a tesztpálya „vezértervező” partnerével, a brit gyökerű Horiba-MIRA céggel, illetve magyar partnerével, a Főmterv Zrt-vel. A tervező konzorcium az előtervezés során elkészült anyagokra is támaszkodva valósította meg a tesztpálya első ütemének kiviteli terv szintű tervezését 2017 nyarára. 
2017. május 19-én került sor Orbán Viktor miniszterelnök úr részvételével a zalaegerszegi járműipari tesztpálya alapkőletételére, majd ezután vette kezdetét a kivitelezés.

## Célkitűzések
A tesztpályaprojekt legfontosabb célja az önvezető járművek teljes körű vizsgálatára alkalmas komplex és egyedi tesztkörnyezet kialakítása, amely a járművek tesztelése mellett lehetőséget biztosít a hozzájuk kapcsolódó K+F tevékenységek végzésére, a járművek jóváhagyására, hatást gyakorolva az önvezető járművekkel kapcsolatos jogi kérdésekre. E cél elérése érdekében az alábbi célkitűzések kerültek kijelölésre:
- Kutatólaboratóriumok és szimulációs környezet létrehozása az autonóm járművekkel kapcsolatos K+F tevékenység végzéshez, együttműködve hazai műszaki felsőoktatási intézményekkel. Ennek eredményeképpen nőhet a térség fiatalokat megtartó és fejlesztési tevékenységet végző cégeket vonzó ereje is.
- Új tesztkapacitás biztosítása az önvezető járművek megjelenésével várhatóan megnövekedő tesztelési igény kielégítésére.
- A tesztpályán egy kimondottan önvezető járművek tesztelésére létrehozott városi környezet felépítése, amely alkalmas a legújabb „smart city” megoldások alkalmazására is.
- A tesztpálya speciális tesztkörnyezetként való kialakítása, amely a hagyományos tesztpálya-elemeket is alkalmassá teszi azok összekapcsolásával az autonóm tesztek végrehajtásához, különös tekintettel a hálózatba kapcsolt járművek és platooning tesztelésére.
- A tesztpálya teljes területén 5G lefedettség biztosítása a járművek közötti (V2V), illetve a jármű és az infrastruktúra közötti (V2X) kommunikáció biztosítására.
- Lehetőség biztosítása az IT szektor szereplőinek önvezető járművek és „smart city” megoldások tesztelésére, beépítésére.
- Meghatározó szerep betöltése az autonóm járműveket jóváhagyó tesztesetek megalkotásában, továbbá bekapcsolódás az azokra vonatkozó jogszabályozási rendszer létrehozásába.
- szakmai támogatás nyújtása a tesztpálya területén túlmutató közúti tesztek lebonyolítására alkalmas regionális úthálózat kialakításához (R76, M7, M1).
- Bekapcsolódás a régió K+F tevékenységébe, együttműködve külföldi intézményekkel (Graz, Maribor), és lehetőséget biztosítani a határokon átívelő autonóm járműtesztek lebonyolítására.
- A zalaegerszegi tesztpálya a járművek tesztelését több szinten is biztosítani kívánja. Ezek magukba foglalják a szimulációktól kezdve a laboratóriumban elvégezhető teszteken keresztül, a tesztpályán és közúton végrehajtható tesztekig felmerülő validációs folyamatokat, illetve speciális esetek definiálását és vizsgálatát is.

## A projekt megvalósításának lépései
A projekt megvalósításának első fázisában a felhasználók által leginkább igényelt elemek kerülnek kialakításra, így 2018-ig elkészül a dinamikai felület, a kezelhetőségi pálya, a fékfelület, az elemeket összekötő országúti szakaszok, az épített városi környezet első része és a működéshez szükséges kiszolgáló épületek. A második fázisban, 2018–2020 között a speciális oválpálya, a rosszutak, az emelkedők és a városi környezet bővítése kerülnek kivitelezésre, valamint ezzel párhuzamosan az önvezető technológiai megoldások fognak kibővülni az addigi működési tapasztalatok alapján.
A projekt keretében végzett beruházásokhoz (kapcsolódó városi, illetve közúti infrastruktúra fejlesztési projektek keretében) egy olyan közúti tesztkörnyezet kialakítása is folyamatban van, amely különböző szintű útszakaszokat foglal magában a városi és kertvárosi környezettől az autópályáig. A tervek szerint Zalaegerszegen kialakításra kerül egy okos városrész, valamint tesztszakaszként kerülnek kialakításra – azok minden ICT technológiai hátterével együtt – az M76-os gyorsút egyes szakaszai, valamint az M7-es és M1-es autópálya egyes szakaszai is. E kapcsolódó fejlesztésekkel az önvezető technológiák teljes körű validációja megvalósítható lesz a tesztpályarendszeren belül és annak kapcsolódó közúti környezetében Magyarországon.

## Pályaelemek
A Zalaegerszegen épülő tesztpálya az összes olyan hagyományos modult tartalmazza, amelyek a klasszikus értelemben vett tesztpályák esetén megszokottak. Ezek lehetőséget nyújtanak a legtöbb járműdinamikai teszt elvégzésére. A pálya egyik egyediségét többek között a rajta található Smart City Zone elnevezésű épített városi környezet adja, mely lehetővé teszi az önvezető autók komplex szituációkban való tesztelését alacsony sebességű környezetben, de az egész tesztpálya területén is elhelyezésére kerülnek olyan „okos” infrastrukturális elemek, melyek segítségével az önvezető járművek akár a klasszikus, akár az egymással összeköttetésben lévő elemeken bonyolult tesztciklusokat végezhetnek. 

### Dinamikai felület
A dinamikai felület egy olyan speciális, egybefüggő, nagy felületű, aszfaltburkolatú elem, amely lehetőséget nyújt magasabb sebességű, járműdinamikai határhelyzetben végzett tesztek elvégzésére biztonságos körülmények között. A Zalaegerszegen létrehozott tesztpályán található dinamikai elem egy kör alakú, 300 m átmérőjű, több rétegű aszfaltburkolattal ellátott felület, melynek nyugati oldalán az építkezés első ütemében egy 740 m hosszú gyorsítósáv is épül. 

### Fékfelület
A fékfelület az ABS, ATC és ESP rendszerek tesztelésére kialakított, speciális burkolati elemekkel és beépített esőztetőrendszerrel ellátott pályaszakasz, amely modul a zalaegerszegi tesztpályán hat különböző, sávonként nedvesíthető és vízelvezetéssel is rendelkező burkolatával biztosítja széles spektrumon a fékezési lehetőséget. Közel 700 m hosszú gyorsítósávjával és 200 m hosszú fékezőfelületével lehetőséget nyújt hosszabb szerelvények tesztelésére is.

### Kezelhetőségi pályaszakasz
A kezelhetőségi pálya kifejezés alatt a tesztpályák azon elemét értjük, amely lehetőséget ad a járműviselkedés, járműkezelhetőség, valamint a műszaki beállítások vizsgálatára forgalomtól elzárt ellenőrzött körülmények között. A zalaegerszegi pálya egy külső nagyobb sebességű és egy belső kisebb sebességű kezelhetőségi pályaszakaszt tartalmaz. A nagyobb sebességű pálya teljes hossza megközelítőleg 2030 m, burkolatszélessége 12 m. Itt az egyenes szakaszok hossza és az ívsugarak lehetővé teszik a 120 km/h sebesség elérését. A belül épülő kisebb sebességű kezelhetőségi pályán hasonló teszteket lehet elvégezni maximum 60 km/h-val. Teljes hossza körülbelül 1330 m, burkolatszélessége 6 m.

### Belső úthálózat
A belső úthálózat elsődleges szerepe, hogy eljutást biztosítson a különböző modulokhoz. A zalaegerszegi tesztpályán a belső úthálózatot úgy tervezték, hogy az megfeleljen a közúti szabványoknak is, így országúti tesztek elvégzésére is lehetőséget nyújt, továbbá úgy biztosít összeköttetést az egyes elemek között, hogy folyamatosan, megfordulás nélkül lehessen egyik elemről a következőre áthaladni. Ennek a több elemen átívelő, hosszabb menetciklusú, speciális, akár autonóm járműveket is célzó tesztek elvégzésénél van jelentős szerepe.

### Nagy sebességű oválpálya
A nagy sebességű oválpálya elnevezés alatt egy olyan zárt pályát értünk, amelyen jelentősebb lassítás nélkül, akár nagy sebességgel is biztosított a folyamatos haladás egy megadott irányban. A Zalaegerszegen épülő tesztpálya is rendelkezni fog ilyen nagy sebességű oválpályával, melynek döntött kanyarjaiban a neutrális sebesség, amellyel az jármű elengedett kormánnyal a burkolat geometriai viszonyainak köszönhetően is képes bekanyarodni, 200 km/h lesz.

### Smart City Zone
A Smart City Zone egy speciális épített városi tesztkörnyezet, amely tartalmazza a legtöbb városban előforduló úttípusokat, kereszteződéseket és a jellemző objektumokat, mint pl. buszmegállókat, épülethomlokzatokat, közlekedési lámpákat és táblákat. A különböző jellegű autós és gyalogos forgalom megfelelő tesztcélokra szánt bábukkal és műjárművekkel szimulálható. A zalaegerszegi tesztpályán kialakításra kerülő városi környezet jelenleg a világ egyik legösszetettebb ilyen tesztlétesítménye lesz. A felsorolt elemek mellett bicikliutak, körforgalmak, villamossín, alacsony tapadású felület, esőztető szakasz, parkolóház segíti a tesztelni kívánt járművek közlekedés közbeni szimulációját. A városi tesztkörnyezetben továbbá a leggyakrabban alkalmazott kommunikációs technológiák teljes spektruma is elérhető lesz a wifi alapú intelligens közlekedésirányítási rendszereken át a celluláris 5G technológiákig.